# Vayaqhel
Vayaqhel (ויקהל – Hébreu pour “et il rassembla”, le premier mot de la parasha) est la vingt-deuxième parasha (section hebdomadaire) du cycle annuel juif de lecture de la Torah et la dixième parasha du Sefer Shemot (Livre de l'Exode).
Elle est constituée d'Ex 35,1–38:20.. Les Juifs de la Diaspora la lisent le 22e Sabbath suivant Sim'hat Torah, généralement en mars.
Le calendrier juif étant lunisolaire, le nombre de semaines dans une année varie, selon que l'année soit 'pleine' ou 'défective'. Dans le premier cas, où l'année compte 54 semaines (par exemple, 2008, 2011, et 2014), la parashat Vayaqhel est lue séparément. Dans le second cas, l'année compte moins de 54 semaines (par exemple, 2007, 2009, 2010, 2012, 2013, et 2015), et la lecture hebdomadaire combine Vayaqhel avec la parasha suivante, Peqoudei, afin d'ajuster le cycle annuel de lecture au calendrier.

## Résumé

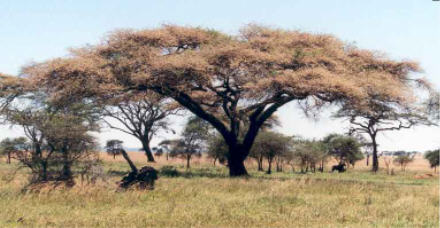
Un acacia, traditionnellement identifié au chittim

Moïse rassemble le peuple et leur prescrit l’ordonnance du sabbath, puis l’offrande des matériaux du Tabernacle. L’on confectionne ensuite les éléments dudit sanctuaire, laquelle confection est aussi détaillée que leur première description dans la parashat Terouma.

### Divisions de la parasha lors de la lecture complète
La lecture de la parasha à la synagogue le sabbath est traditionnellement divisée en sept sections, pour lesquelles un membre différent de la congrégation est appelé à lire. La première lecture, le rishon, échoit traditionnellement à un cohen, la seconde, appelée sheni, à un levi, les suivantes à un israël (ni cohen ni levi). La septième section comporte une sous-section, le maftir, qui est lu par la personne qui lira ensuite la haftara.
Les sections de la parashat Vayaqhel sont:
- rishon:
- sheni:
- shlishi:
- revi'i:
- shishi:
- shevi'i: 
  - maftir:

#### Divisions de la parasha lors de la lecture combinée
Les sections de la parashat Vayaqhel-Peqoudei sont:
- rishon:
- sheni:
- shlishi:
- revi'i:
- shishi:
- shevi'i: 
  - maftir:

### Divisions de la parasha lors de la lecture abrégée
Une lecture publique de la parasha fut instaurée par Ezra le Scribe le lundi et le jeudi à la synagogue. Cette lecture, sensiblement plus courte, ne comprend que trois sections, la première réservée au cohen, la seconde au levi, la troisième à un israël
- Section du cohen: Shemot[3]
- Section du levi: Shemot[3]
- Section de l'israël: Shemot[3]

### Maqam
Un maqam est un système de modes musicaux utilisé dans la musique arabe mélodique classique. Les juifs originaires des pays orientaux (Afrique du Nord, Syrie) s'en sont inspirés, et adaptent la mélodie de la liturgie du Shabbat en fonction du contenu de la parasha de cette semaine. Ils emploient 10 maqam différents, possédant chacun son usage propre.
Le maqam utilisé lors du sabbath au cours duquel on lit la parashat Vayaqhel est le Maqam Hoseni, glorifiant une seconde fois la beauté du Tabernacle.

## Commandements
La Torah comporte, selon la tradition rabbinique, 613 prescriptions. Différents sages ont tenté d'en établir un relevé dans le texte biblique.
Selon deux de ces computs les plus célèbres, le Sefer Hamitzvot et le Sefer HaHinoukh, la parashat Vayaqhel comporte une prescription négative:
- Les tribunaux ne peuvent infliger de châtiment le jour du Sabbath. (Ex 35,3.)

## Haftara
La haftara est une portion des livres des Neviim ("Les Prophètes") qui est lue publiquement à la synagogue après la lecture de la Torah. Elle présente généralement un lien thématique avec la parasha qui l'a précédée.

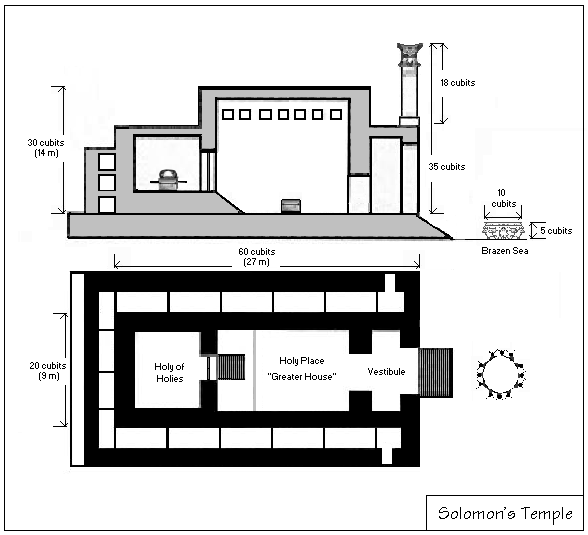
Le Temple de Salomon

### Haftarat Vayaqhel
La haftara pour la parashat Vayaqhel, lorsqu'elle est lue indépendamment est:
- selon le rite ashkénaze: 1 Rois 7:40–50
- selon le rite sépharade:  7,13–26

La parasha et le 7e chapitre de la première partie du Livre des Rois ont pour thème l'érection d'un sanctuaire, le Tabernacle dans la parasha (Ex 35,4–38:20), le Temple de Salomon dans la haftara (1 Rois 7:40-50).
On retrouve dans la haftara des ashkénazes la mention de métaux particuliers pour le lieu saint (1 Rois 7:45; cf. Ex 35,5;).
La haftara des sépharades rappelle le talent (hokhma), l'habileté (tevouna) et la connaissance (da'at) de l'artisan (Betzalel dans la parasha, Hiram dans la haftara) en tout art, terme figurant dans la parasha (Ex. 35:30-31) et la haftara (1 Rois 7:14).

### Haftarat Vayaqhel–Peqoudei
Lorsque la lecture de la parashat Vayaqhel est combinée avec celle de la suivante, Peqoudei, la haftara est:

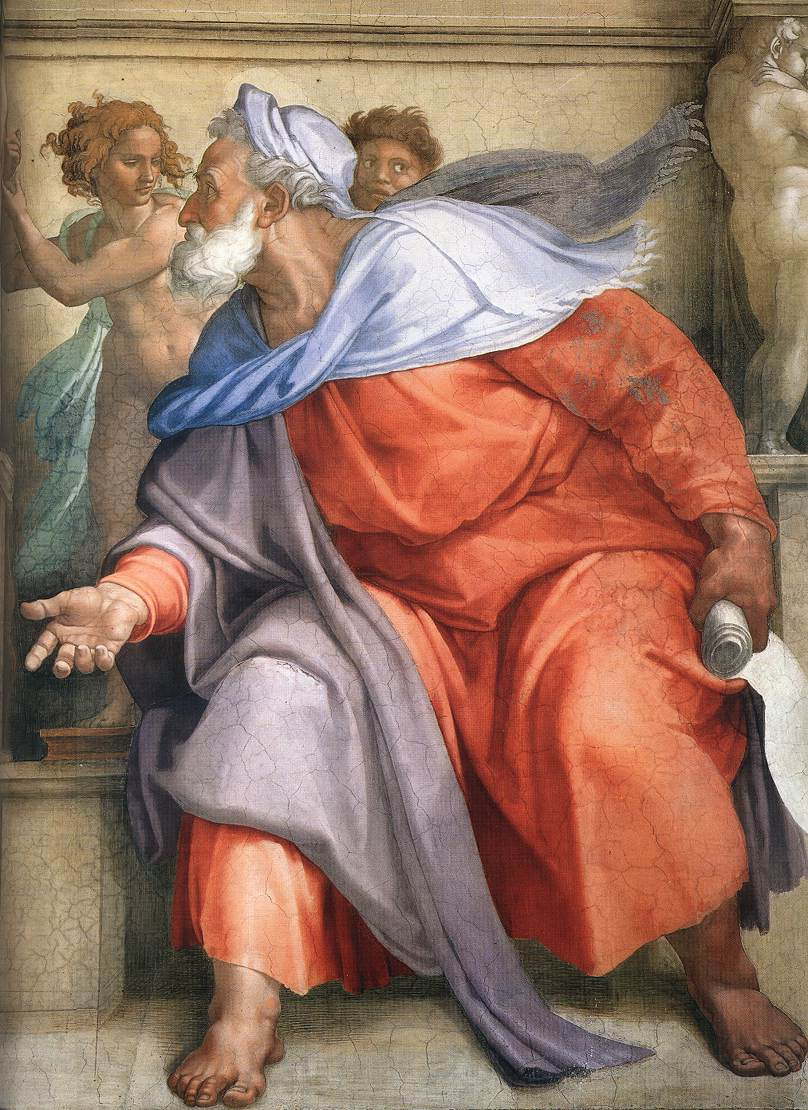
Ezéchiel (fresque de Michelangelo)

- pour les ashkénazes:  7,51–8:21
- pour les sépharades:  7,40–50

### Chabbat HaHodesh
Lorsque la parashat Vayaqhel coïncide avec le Chabbat Ha'Hodesh (« Sabbath du mois », le sabbath spécial précédant le mois hébraïque de Nissan — ce qui se produit en 2007, 2009, 2010, et 2013), la haftara est: 
- pour les juifs ashkénazes: Ezéchiel 45:16–46:18
- pour les juifs sépharades:  45,18–46:15

Cers hafatarot ne sont pas en rapport direct avec la parashat Vayaqhel, mais avec une parasha ajoutée à Shabbat Ha'hodesh,  12,1–20, dans laquelle Dieu prescrit « ce mois » comme le début des mois (Ex 12,2), et les ordonnances de la Pâque (Ex 12,3–20.)
La haftara de Shabbat HaHodesh,  45,21–25 traite de la Pâque. Dans la lecture de la parasha comme dans celle de la haftara, Dieu prescrit aux Israélites de mettre du sang sur leurs linteaux de porte (Ex 12,7;  45,19.)

### Chabbat Parah
Lorsque la parashat Vayaqhel coïncide avec le Chabbat Parah (le sabbath qui précède la Pâque — comme c'est le cas en 2012 et 2015), la haftara est:
- pour les juifs ashkénazes:  36,16–38
- pour les juifs sépharades:  36,16–36

Comme la parashat Parah (Nombres 19:1–22), qui décrit les rites de purification utilisant la génisse rousse (parah adouma), la haftara d'Ezéchiel 36 décrit une procédure de purification nécessitant, dans les deux cas, l'aspersion d'eau sur les enfants d'Israël.